# Bürgermeisterei Siegburg
Die Bürgermeisterei Siegburg war eine von zunächst neun preußischen Bürgermeistereien, in die sich der 1816 gebildete Kreis Siegburg im Regierungsbezirk Köln verwaltungsmäßig gliederte. 1822 kam die Bürgermeisterei Siegburg zur damals neu gebildeten Rheinprovinz. Der Verwaltung der Bürgermeisterei unterstanden die Stadt Siegburg sowie die Gemeinden Troisdorf und Wolsdorf. Aufgrund der im Jahr 1856 erlassenen „Städteordnung für die Rheinprovinz“ wurde 1857 die Verwaltung aufgeteilt in die Zuständigkeit der „Stadt Siegburg“, aus der in der Folge die Stadtverwaltung wurde, und in die „Bürgermeisterei Siegburg-Land“ (auch „Landbürgermeisterei Siegburg“) für die Gemeinden Troisdorf und Wolsdorf.
Zum 1. April 1899 wurde die Gemeinde Wolsdorf in die Stadt Siegburg eingemeindet. Mit der Neubildung der selbständigen Bürgermeisterei Troisdorf schied die Gemeinde Troisdorf aus der Bürgermeisterei Siegburg-Land aus, die gleichzeitig aufgelöst wurde.
Nach dem Ersten Weltkrieg wurde die Bürgermeisterei von alliierten Soldaten besetzt. Diese blieben bis zum 29. Januar 1926.

## Gemeinden und zugehörige Ortschaften
Zur Bürgermeisterei gehörten folgende Gemeinden und Ortschaften (Stand 1888):
- Stadt Siegburg mit den dazugehörenden Wohnplätzen Aggerbrücke, Broichshäuschen und Uhlrather Hof (insgesamt 7514 Einwohner).
- Gemeinde Troisdorf mit der dazugehörenden Burg Wissem (1790 Einwohner).
- Gemeinde Wolsdorf mit dem dazugehörenden Dorf Stallberg (623 Einwohner).

## Statistiken
Nach der „Topographisch-Statistischen Beschreibung der Königlich Preußischen Rheinprovinz“ aus dem Jahr 1830 gehörten zur Bürgermeisterei Siegburg die Stadt Siegburg, zwei Dörfer, zwei Höfe und fünf Mühlen. Der Bevölkerung standen fünf Kirchen und Kapellen zur Verfügung. Weiterhin gab es sieben öffentliche Gebäude und 454 Privatwohnhäuser. Im Jahr 1816 wurden in den zugehörenden Gemeinden insgesamt 2.437 Einwohner gezählt, 1828 waren es 3.576 Einwohner darunter 1.781 männliche und 1.795 weibliche; 3.304 Einwohner gehörten dem katholischen, 110 dem evangelischen und 172 dem jüdischen Glauben an.
Weitere Details entstammen dem „Gemeindelexikon für das Königreich Preußen“ aus dem Jahr 1888, das auf den Ergebnissen der Volkszählung vom 1. Dezember 1885 basiert. Im Verwaltungsgebiet der Bürgermeisterei Siegburg lebten insgesamt 9.927 Einwohner in 1.280 Häusern und 1.954 Haushalten; 5.162 der Einwohner waren männlich und 4.785 weiblich. Bezüglich der Religionszugehörigkeit waren 8.301 katholisch und 1.278 evangelisch; Außerdem gab es eine jüdische Gemeinde mit 344 Mitgliedern, von denen 313 in Siegburg lebten. Vier Personen gehörten einem „unbestimmten Religionsbekenntnis“ an.
1885 betrug die Gesamtfläche der Stadt Siegburg und der beiden zugehörigen Gemeinden 1561 Hektar, davon waren 725 Hektar Ackerland, 153 Hektar Wiesen und 350 Hektar Wald.